# Anders Persson (sociolog)
Anders Persson, född 1956, är en svensk sociolog.
Anders Persson disputerade i sociologi vid Lunds universitet 1991 med avhandlingen Maktutövningens interna dynamik: samspel och motsättningar i skola och lönearbete. Han är professor (sedan 2024 emeritus) i utbildningsvetenskap respektive sociologi vid Lunds universitet.